# Колити (Пескара)
Колити (итал. Colitti) је насеље у Италији у округу Пескара, региону Абруцо.
Према процени из 2011. у насељу је живело 19 становника. Насеље се налази на надморској висини од 369 м.